# Reiter Engineering
Pour les articles homonymes, voir Reiter.
 (mars 2016).

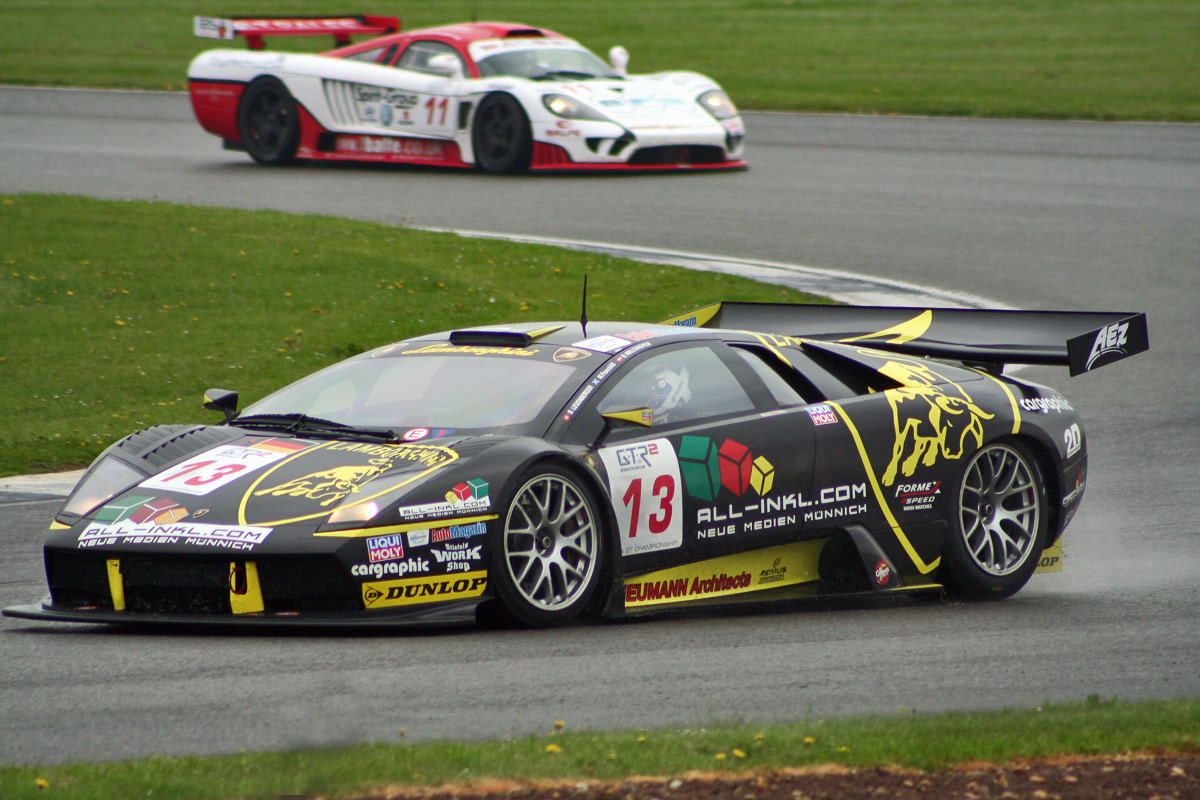
La Murciélago du Championnat FIA GT en 2006.

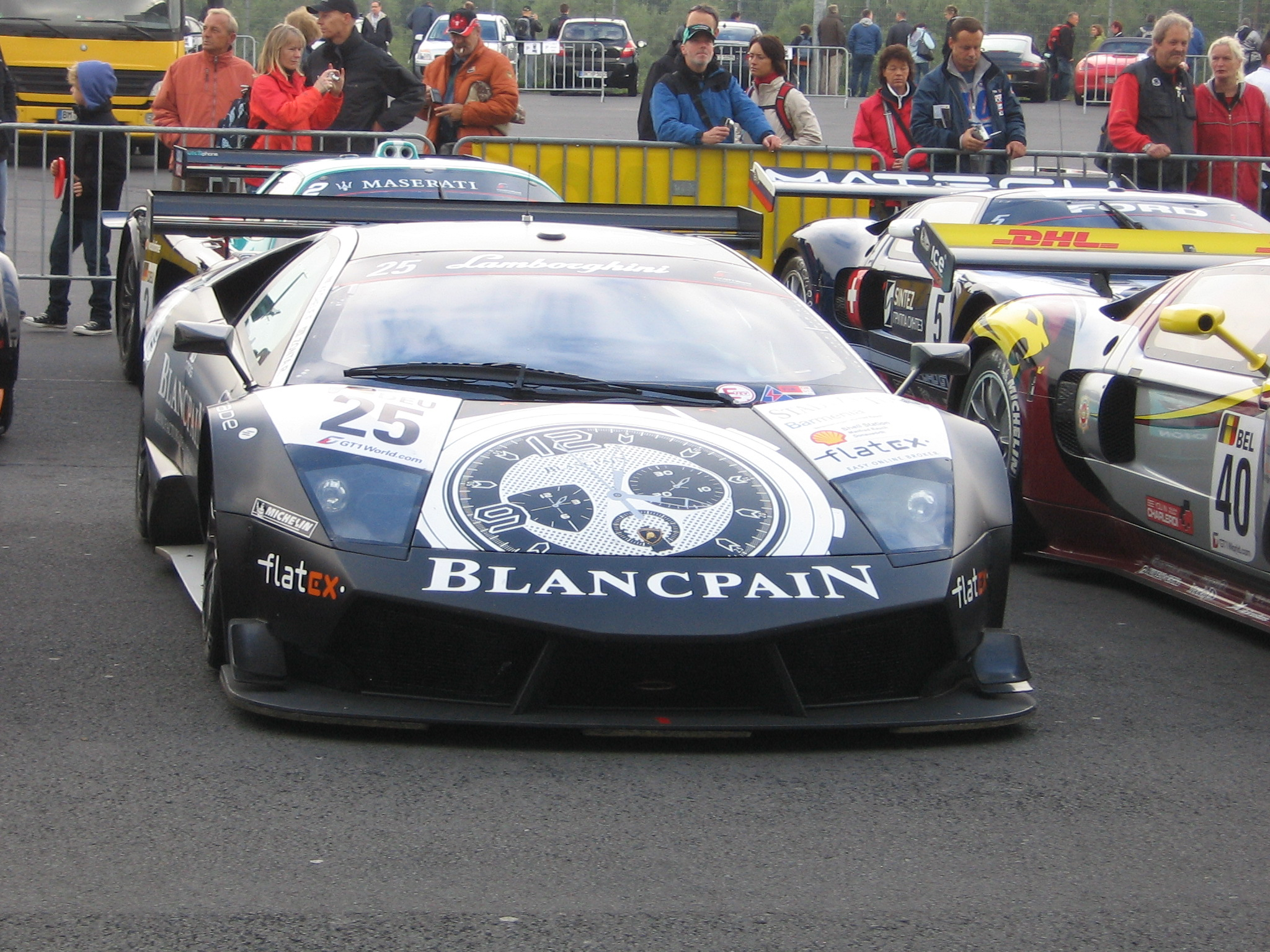
La Murciélago du Championnat du monde FIA GT en 2010.

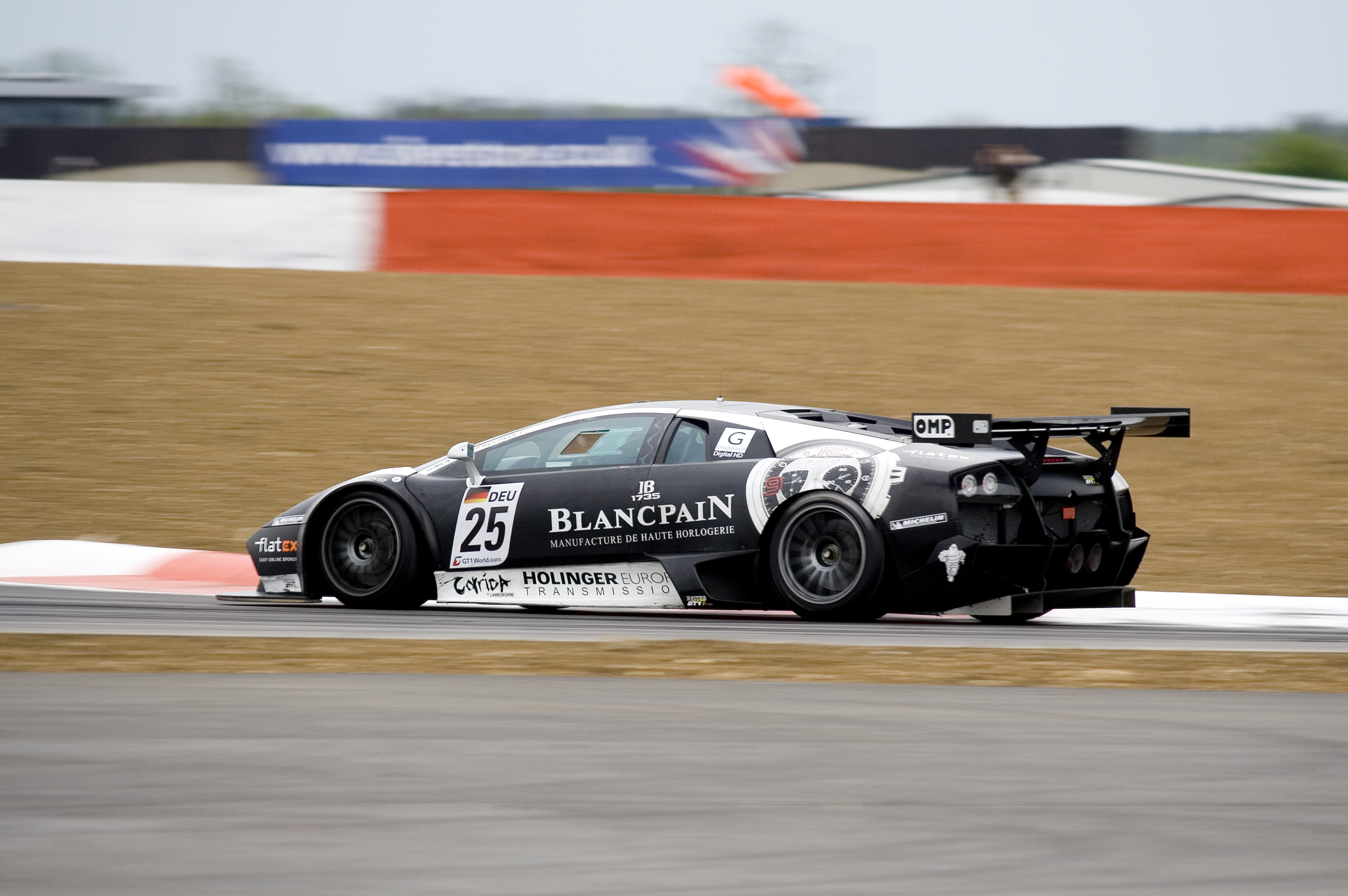
La Murciélago en 2010.

Reiter Engineering est une écurie de course automobile allemande basée à Kirchanschöring et fondée par Hans Reiter en 2000. Elle participe au Championnat du monde FIA GT et à l'ADAC GT Masters.
L'entreprise est aussi reconnue comme préparateur automobile spécialisé dans la marque Lamborghini.

## Histoire
Reiter Engineering s'est fait d'abord connaître en préparant des modèles de Lamborghini pour la course dès 2000. Le préparateur connait de nombreuses victoires sur tous les continents : Championnat du monde FIA GT, Le Mans Series, championnats nationaux de Grand Tourisme.
En 2012, la Chevrolet Camaro s'ajoute à la liste les véhicules modifiés par Reiter Engineering.
Depuis 2015, la firme est responsable des ventes de la KTM X-bow GT4 dont elle est également responsable du développement.
En fin d'année 2017, Reiter Engineering dévoile la nouvelle KTM X Bow GT4, qui fait ses débuts en compétition dès 2018. La structure allemande a mis l'accent sur la réduction des coûts. La voiture dispose d'une transmission Holinger capable de tenir 10 000 km, soit le double de la précédente version, et de composants de châssis pouvant aller jusqu'à 20 000 km. Compte tenu de son prix de vente, l'écurie estime à 3,90 € le coût au kilomètre pour un acheteur de la voiture. 

## Palmarès
- ADAC GT Masters
  - Trois titres par équipe en 2007, 2008 et 2011
  - Deux titres pilote avec Christopher Haase en 2007 puis Albert von Thurn und Taxis et Peter Kox en 2010

- 12 Heures de Sepang
  - Victoire en 2010 avec Tunku Hammam Sulong, Christopher Haase et Peter Kox

- Championnat du monde FIA GT
  - 3 victoires en 2010 à Spa-Francorchamps et sur le circuit de Navarre (x2).

- Championnat d'Europe FIA GT3
  - 2 victoires en 2011 sur le circuit de Navarre et au Paul-Ricard